# آرسک
شهر آرسک (به روسی: Арск) در کشور روسیه و در جمهوری تاتارستان واقع شده‌است.